# Adi Luhur (Jabung)
Adi Luhur is een bestuurslaag in het regentschap Lampung Timur van de provincie Lampung, Indonesië. Adi Luhur telt 3250 inwoners (volkstelling 2010).